# Posesivna
Posesivna je četvrti studijski album Milice Pavlović. Album je izdao Senorita Music 11. travnja 2022.

## Popis pjesama
| Br. | Skladba                   | Trajanje |
| --- | ------------------------- | -------- |
| 1.  | »Posesivna bivša«         | 3:46     |
| 2.  | »15ica«                   | 2:56     |
| 3.  | »Ne dam krevet«           | 3:17     |
| 4.  | »Nema žene«               | 2:49     |
| 5.  | »After kod Milice«        | 3:09     |
| 6.  | »Mala s Himalaja«         | 3:00     |
| 7.  | »Šećeru«                  | 3:16     |
| 8.  | »Tačno tako«              | 3:28     |
| 9.  | »Striptizete«             | 3:59     |
| 10. | »Provereno«               | 3:33     |
| 11. | »Riba de luxe«            | 2:46     |
| 12. | »Suzo«                    | 2:39     |
| 13. | »Oko moje«                | 3:58     |
| 14. | »Dabogda propao«          | 4:09     |
| 15. | »Crna jutra (Balkan S&M)« | 3:18     |

## Izdanja
| Regija | Datum             | Format(i)     | Izdavač        |
| ------ | ----------------- | ------------- | -------------- |
| Srbija | 11. travnja 2022. | CD, USB stick | Senorita Music |